# 錢邦彥
錢邦彥（1500年—1589年），字治徵，號景山，直隸蘇州府吳縣人，民籍，明朝政治人物。

## 生平
嘉靖七年（1528年）戊子科應天府鄉試第四十七名舉人。嘉靖十四年（1535年）中式乙未科會試第一百七十一名，登第三甲第一百一十二名進士。授高安县知县，调缙云县，超拜吏部主事，历官吏部考功司郎中，二十四年十二月升南京通政司右参议，二十八年九月升南京太常寺少卿，三十二年四月升南京光禄寺卿，三十三年五月升南京太常寺卿，三十四年十一月升南京大理寺卿，三十六年十月改北大理寺卿，三十七年十二月升南京刑部右侍郎。
四十三年三月起为刑部左侍郎，升南京刑部尚書，隆慶元年（1567年）四月被南京科道纠拾致仕。万历十七年卒，年九十。

## 家族
曾祖錢璣；祖父錢瀷，陰陽學正術；父錢應龍，陰陽學正術。母滕氏；繼母葛氏、計氏。具庆下。弟邦直。